# Staatliche Nachrichtenagentur Turkmenistans
Die Staatliche Nachrichtenagentur Turkmenistans, TDH (turkmenisch Türkmenistanyň Döwlet habarlar agentligi – TDH; russisch Государственное информационное агентство Туркменистана (ТДХ), Gossudarstwennoje informazionnoje agentstwo Turkmenistana – TDCh, wiss. Transliteration Gosudarstvennoe informacionnoe agentstvo Turkmenistana (TDCh)) ist die zentrale staatliche Nachrichtenagentur Turkmenistans und die einzige Nachrichtenagentur im Land. Die Agentur verbreitet Informationen über Ereignisse im gesellschaftspolitischen, sozioökonomischen, kulturellen und sportlichen Leben des Staates auf Turkmenisch, Russisch und Englisch. Die Spezialisten der Agentur beschäftigen sich mit der Entwicklung, technischen und Informationsunterstützung sowie der Förderung von Internetseiten mit Bezug zur Kultur Turkmenistans.

## Geschichte
1924 wurde die Agentur unter dem Namen „Telegrafnoje agentstwo Turkmenistana“ (Телеграфное агентство Туркменистана) eröffnet, kurz nachdem Aşgabat zur Hauptstadt der Turkmenischen SSR erklärt worden war. Im Jahr 1925 wurde sie in „Turkmenische Telegraphenagentur“ (Туркменское телеграфное агентство – ТуркменТАГ, Turkmenskoje telegrafnoje agentstwo – TurkmenTAG) umbenannt und erhielt den Status eines Organs der Telegraphenagentur der Sowjetunion (TASS).
Mitte der 1970er Jahre wurde sie in turkmenische Nachrichtenagentur „Turkmeninform“ (Туркменинформ) umbenannt. 1992 wurde sie gleichzeitig mit der Trennung von der TASS in staatliche Nachrichtenagentur „Turkmen–Press“ (Туркмен-пресс) umbenannt. Am 4. Mai 2000 wurde die Agentur des turkmenischen Staatsinformationsdienstes (Turkmen Dovlet Khabarlar Gullugy – Туркмен довлет хабарлар гуллугы) in „Turkmendovlethabarlary“ (Туркмендовлетхабарлары) umbenannt.
Im November 2013 wurde eine Website gestartet, welche Streaming-Funktionen des turkmenischen Fernsehens vorstellt. Das Projekt wurde gemeinsam mit dem Ministerium für Kommunikation vorbereitet und ist das einzige in Turkmenistan. Am 20. November 2014 wurde sie in Staatliche Nachrichtenagentur Turkmenistans (TDH – Государственное информационное агентство Туркменистана, ТДХ) umbenannt.

## Verantwortliche
| Nr. | Name                                | Ernennung  | Dienstende | Entlassungsgrund                  |
| 1   | Murad Karanow                       | 09.01.1992 |            |                                   |
| 2   | Batyr Challyjew                     |            | 15.12.1993 | Wechsel der Arbeitsstelle         |
| 3   | Ljudmila Konstantinowna Glasowskaja | 15.12.1993 | 24.02.2000 | Wechsel der Arbeitsstelle         |
| 4   | Kakamurad Ballyjew                  | 24.02.2000 | 14.09.2001 | gravierende Mängel bei der Arbeit |
| 5   | Dscheren Taimowa                    | 14.09.2001 | 30.08.2009 | aus gesundheitlichen Gründen      |
| 6   | Bekdurdy Amansaryjew                | 31.08.2009 | 11.02.2021 | Ruhestand                         |
| 6   | Merdan Gasakbajew                   | 11.02.2021 |            | [ 4 ]                             |